# Bistritsa (distrikt i Bulgarien, Oblast Sofija grad)
Bistritsa (bulgariska: Бистрица) är ett distrikt i Bulgarien.   Det ligger i kommunen Stolitjna Obsjtina och regionen Sofija-grad, i den västra delen av landet, 13 kilometer söder om huvudstaden Sofia.
I omgivningarna runt Bistritsa växer i huvudsak lövfällande lövskog. Runt Bistritsa är det tätbefolkat, med 849 invånare per kvadratkilometer.